# Аллада
Аллада (фр. Allada) — город, округ и коммуна в Атлантическом департаменте на юге Бенина.
Современный город Аллада соответствует Большой Ардре, которая была столицей королевства Фон, также называемого королевством Ардра или королевством Аллада, существовавшего примерно с 13-го или 14-го века (дата первых поселений народа айя, реорганизованного в королевство около 1600 года) до 1724 года, когда оно пало под натиском войск соседнего королевства Дагомея. Современная коммуна Аллада занимает площадь в 381 квадратный километр, а её население по состоянию на 2013 год составляло 127 512 человек.

## История
В середине 16 века население Аллады (тогда называвшейся Великой Ардрой, или просто Ардой) составляло около 30 000 человек.
Первоначальными жителями Ардры были этнические айя. Согласно устной традиции, айя мигрировали в южный Бенин примерно в XII или XIII веках, придя из Тадо, расположенного на реке Моно в современном Того. Они обосновались на территории, которая в настоящее время соответствует южному Бенину, примерно до 1600 года, когда три брата, Кокпон, До-Аклин и Те-Агданлин, разделили между собой власть в регионе: Кокпон занял столицу Большой Ардры и стал править королевством Аллада, в то время как его брат До-Аклин основал город Абомей (ставший столицей королевства Дагомея), а их брат Те-Агданлин основал Малую Ардру, также известную как Ажаче, позже названную португальскими торговцами Порто-Ново (буквально «Новый порт»; это нынешняя столица Бенина).

## Знаменитые граждане и жители
Гаитянский революционер Туссен Лувертюр, который был сыном князя Аллады Гау Гину, стал отцом-основателем Республики Гаити. На севере города находится статуя Лувертюра.

## Население
Основные демографические показатели города:
| Год           | Население |
| ------------- | --------- |
| 1979          | 12 022    |
| 2008 (оценка) | 21 833    |